# Kamarína
Kamarína (görögül Καμὰρινα) egy ókori romváros, Szicília délkeleti partja mentén, mintegy 27 kilométerre délkeletre Gela városától, Ragusa közigazgatási területén.

## Története
Szürakuszai lakosai alapították i. e. 599-ben, de az anyaváros még i. e. 552-ben elpusztította. A jélaiak azonban i. e. 461-ben újraalapították. A történelem során Szürakuszai ellensége volt, habár Athén szövetségeseként segített egykori alapítóinak i. e. 415-413 között. I. e. 405-ben a karthágóiak pusztították el. A történet szerint a karthágóiak érkezése előtt a város lakosságát egy titokzatos járvány tizedelte. A lakosok arra gyanakodtak, hogy a közeli, a várostól északra fekvő mocsaras vidék volt a betegség terjedésének oka. Le akarták csapolni, de a város orákuluma ettől óva intette őket. Végül mégiscsak lecsapolták a mocsarat, ami a város pusztulását okozta, hiszen az természetes akadály volt az észak felől érkező karthágóiak előtt, s a mocsár kiszáradásával szabaddá vált az út Kamarína felé. Ezt a történetet Sztrabón jegyezte fel.
Timoléon i. e. 339-ben alapította újra. I. e. 258-ban a rómaiak foglalták el. A város a Nyugat-római Birodalom bukása után tovább létezett. 827-ben a Szicíliába érkező arabok pusztították el véglegesen. A város területét hamarosan ellepték a környék homokdűnéi, romjait Gela lakosai építőanyag híján különböző építkezésekhez használták fel. Az egykori városból falrészletek maradtak fenn, Pallasz Athéné egykori templomának romjai, valamint az úgynevezett Oltáros-ház, ami nevét a benne talált házioltár után kapta. Ezen kívül láthatók még az egykori Kamarína egyéb épületeinek, mint például az agorának az alapjai is.
Az ókori város területén 1896 és 1911 között végezték az első tudományos feltárásokat Paolo Orsi vezetésével. A leletek egy részét a siracusai régészeti múzeumban őrzik, de a ragusai múzeumba is kerültek belőlük. A terület ma szabadtéri régészeti múzeumként üzemel.